# Selim Yaşar
Koloi Mikailovich Kartoev (em russo:  Колой Микаилович Картоев; Dolakovo, 22 de novembro de 1990), mais conhecido como Selim Yaşar, é um lutador de estilo-livre turco, nascido na República da Inguchétia, Rússia, campeão olímpico. 

## Carreira
Yaşar competiu na Rio 2016, na qual conquistou a medalha de prata, na categoria até 86 kg.